# 29881 Tschopp
A 29881 Tschopp (ideiglenes jelöléssel (29881) 1999 GO29) a Naprendszer kisbolygóövében található aszteroida. A LINEAR projekt keretében fedezték fel 1999. április 7-én.